# Жерьобкін Василь Овсійович
Жерьобкін Василь Овсійович ( нар. 4 лютого 1921, Їздецьке — пом. 15 травня 2002) — український вчений-правознавець, доктор юридичних наук, кандидат філософських наук, заслужений працівник вищої школи УРСР, професор кафедри логіки (1996–2002) Харківського юридичного інституту.

## Біографія
Народився 4 лютого 1921 року в селі Їздоцькому Великописарівського району (зараз Сумської області.
Закінчив Московську ветеринарну академію у 1942 році, Харківський юридичний інститут з відзнакою у 1951 році за спеціальністю «юрист». Учасник бойових дій у Радянсько-німецькій війні.
Після закінчення аспірантури працював асистентом, старшим викладачем кафедри історії КПРС, філософії та наукового комунізму, доцентом, професором кафедри філософії (1966–1996), професором кафедри логіки (1996–2002) Харківського юридичного інституту.
Кандидат філософських наук з 1965 року. Тема дисертації на здобуття наукового ступеня доктора юридичних наук – «Зміст понять права (логіко-юридичний аналіз)» (1981).
З 1982 р. був членом спеціалізованих вчених рад із захисту дисертацій на здобуття наукового ступеня доктора юридичних наук, з 1976 р. – голова ради ветеранів війни і праці інституту.
Нагороджений орденами Червоної Зірки, Великої Вітчизняної війни І і II ступеня, медалями «За бойові заслуги», «За визволення Белграда», «За перемогу над Німеччиною» та іншими нагородами.
Помер Василь Овсійович Жерьобкін 15 травня 2002 року.

## Наукова діяльність
Головні напрями наукових досліджень:
- специфіка правових понять
- розробка особливої логічної техніки їх аналізу
- дослідження структури оціночних понять права

Автор першого в Україні підручника з логіки для юристів, один із засновників юридичної логіки в Україні. Загальна кількість публікацій – понад 80. Основними серед них є:
- «Оціночні поняття права»
- «Логічний аналіз понять права»
- «Логіка»